# Курц, Колин
Ко́лин Курц (англ. Colin Kurz) — канадский кёрлингист, чемпион мира и Канады среди смешанных команд.
В мужском кёрлинге играет на позиции третьего.

## Достижения
- Чемпионат мира по кёрлингу среди смешанных команд: золото (2019).
- Чемпионат Канады по кёрлингу среди смешанных команд: золото (2019).
- Чемпионат Канады по кёрлингу среди юниоров: бронза (2018).

## Команды
| Сезон                                          | Четвёртый      | Третий           | Второй          | Первый          | Запасной                               | Турниры               |
| ---------------------------------------------- | -------------- | ---------------- | --------------- | --------------- | -------------------------------------- | --------------------- |
| 2013—14                                        | Колин Курц     | Ryan Lemoine     | Weston Oryniak  | Брендан Билавка |                                        |                       |
| 2014—15                                        | Колин Курц     | Ryan Lemoine     | Weston Oryniak  | Брендан Билавка |                                        |                       |
| 2015—16                                        | Braden Calvert | Kyle Kurz        | Connor McIntyre | Колин Курц      | тренер: Tom Clasper                    |                       |
| 2016—17                                        | Jordan Smith   | Колин Курц       | Julien Leduc    | Brett Moxham    |                                        |                       |
| 2017—18                                        | J.T. Ryan      | Jacques Gauthier | Колин Курц      | Брендан Билавка | тренер: John Lund                      | ЧКЮ 2018              |
| 2019—20                                        | JT Ryan        | Колин Курц       | Брендан Билавка | Cole Chandler   |                                        |                       |
| 2020—21                                        | JT Ryan        | Колин Курц       | Брендан Билавка | Tyler Forrest   |                                        |                       |
| Кёрлинг среди смешанных команд (mixed curling) |                |                  |                 |                 |                                        |                       |
| 2018—19                                        | Колин Курц     | Меган Уолтер     | Брендан Билавка | Сара Оливер     | тренеры (ЧМСК): Джим Уэйт, Tom Clasper | ЧКСК 2019 · ЧМСК 2019 |

(скипы выделены полужирным шрифтом)